# 王央樂
王央樂（1925年—1998年6月21日），原名王壽彭，曾用筆名煒華、王相，上海市人，上海復旦大學外文系畢業（1947年），專業是英語和法語，1956年起擔任拉丁美洲文學編輯，西班牙語、葡萄牙語、加泰罗尼亚语都是自學。
他主編《中國大百科全書·外國文學卷》的西班牙、葡萄牙、拉丁美洲文學條目，翻譯許多西班牙、葡萄牙、拉丁美洲的詩、小說、散文，是中國從西班牙語原文翻譯諾貝爾文學獎智利得主詩人、作家巴勃罗·聂鲁达詩作的第1人，還是中國紹介魔幻現實主義和《百年孤獨》的第1人（1975年1月《外國文學情況》刊《哥倫比亞的新流派小說〈一百年的孤獨〉》，署名煒華）。
他是中華人民共和國史上譯介阿根廷西班牙語作家、詩人博爾赫斯的第1人，同時是自西班牙語原文翻譯博爾赫斯作品的漢語世界第1人。
他從華倫西亞語原文完整翻譯了西班牙騎士小說的代表巨作《騎士蒂朗》，其他還譯有《拉丁美洲現代獨幕劇選》、《西班牙現代詩選》、《卡塔蘭現代詩選》、《堂塞貢多·松布拉》（阿根廷小說）等多部。
他是中國作家協會會員和中國西班牙、葡萄牙、拉丁美洲文學研究會理事。
其配偶顧君嫣是復旦大學同學。